# Alan Matturro
Alan Matturro (Montevideo, 11 de octubre de 2004) es un futbolista uruguayo/italiano que juega de defensa en el Levante U. D. de la Primera División de España.

## Trayectoria
Matturro nació en Montevideo en el seno de una familia de origen italiano; sus antepasados procedían de Balvano, en la provincia de Potenza, por lo que posee pasaporte italiano. En julio de 2021 su madre, Silvana, falleció debido a complicaciones con el SARS-CoV-2.
Se inició en las formativas de Defensor Sporting Club y en el año 2021 debutó con el primer equipo, jugando en la Segunda División Profesional de Uruguay, esa temporada terminarían en la tercera posición de la tabla, logrando el ascenso al Primera División. 
Con El Tuerto, se consagró campeón de la Copa AUF Uruguay 2022. 
En diciembre de 2022, el Genoa C. F. C. anunció el fichaje del jugadory luego de un breve paso por el equipo juvenil y luego de un breve paso por este, logró llegar al primer equipo, donde milita actualmente.
En junio de 2023, disputó la Copa Mundial de Fútbol Sub-20, junto a la selección de Uruguay, donde lograría coronarse como campeón y además, gracias a su gran desempeño en el campo de juego, se le otorgó el Balón de Plata al segundo mejor jugador.

## Estadísticas
Actualizado al último partido disputado el 5 de diciembre de 2023.
| Club                             | Temporada     | Liga  | Liga  | Copas nacionales | Copas nacionales | Copas internacionales | Copas internacionales | Total | Total |
| Club                             | Temporada     | Part. | Goles | Part.            | Goles            | Part.                 | Goles                 | Part. | Goles |
| -------------------------------- | ------------- | ----- | ----- | ---------------- | ---------------- | --------------------- | --------------------- | ----- | ----- |
| Defensor Sporting Club · Uruguay | 2021          | 7     | 1     | —                | —                | —                     | —                     | 7     | 1     |
| Defensor Sporting Club · Uruguay | 2022          | 22    | 1     | 4                | 1                | —                     | —                     | 26    | 2     |
| Defensor Sporting Club · Uruguay | Total club    | 29    | 2     | 4                | 1                | 0                     | 0                     | 33    | 3     |
| Genoa C.F.C. Primavera Italia    | 2022-23       | 1     | 0     | 0                | 0                | —                     | —                     | 1     | 0     |
| Genoa C.F.C. Primavera Italia    | Total Club    | 1     | 0     | 0                | 0                | 0                     | 0                     | 1     | 0     |
| Genoa C. F. C. · Italia          | 2022-23       | 2     | 0     | 0                | 0                | —                     | —                     | 2     | 0     |
| Genoa C. F. C. · Italia          | 2023-24       | 3     | 0     | 2                | 0                | —                     | —                     | 5     | 0     |
| Genoa C. F. C. · Italia          | Total club    | 5     | 0     | 2                | 0                | 0                     | 0                     | 7     | 0     |
| Selección Sub-20 Uruguay         | 2022-23       | —     | —     | —                | —                | 9                     | 0                     | 9     | 0     |
| Selección Sub-20 Uruguay         | Total club    | —     | —     | —                | —                | 9                     | 0                     | 9     | 0     |
| Total carrera                    | Total carrera | 34    | 2     | 6                | 1                | 9                     | 0                     | 50    | 3     |

## Palmarés

### Títulos nacionales
| Título           | Club                   | País    | Año  |
| ---------------- | ---------------------- | ------- | ---- |
| Copa AUF Uruguay | Defensor Sporting Club | Uruguay | 2022 |

### Títulos internacionales
| Título              | Equipo               | Sede      | Año  |
| ------------------- | -------------------- | --------- | ---- |
| Copa Mundial Sub-20 | Selección de Uruguay | Argentina | 2023 |

### Distinciones individuales
| Título                            | Equipo |
| --------------------------------- | ------ |
| Balón de Plata del Mundial Sub-20 | 2023   |